# Canon PowerShot A95
PowerShot A80 PowerShot A610
Le PowerShot A95 est un appareil photo numérique compact produit par Canon. Lancé en septembre 2004 pour remplacer le Canon PowerShot A80, il a été depuis remplacé par les PowerShot A610 et A620.

## Caractéristiques
- Capteur CCD 5 millions de pixels
- zoom optique 3x (38-114 mm en équivalent 35 mm) f/2,8-4,9
- Écran LCD 1,8" orientable
- processeur d'images DIGIC
- Autofocus 9 points AiAF plus flexizone
- 21 modes de prise de vue
- enregistrement de vidéos (format MJPEG)